# Псевдопластичность
Псевдопластичность — свойство, при котором вязкость жидкости уменьшается при увеличении напряжений сдвига.
Это свойство проявляет себя в некоторых сложных веществах, таких как лава, кетчуп, кровь, краски и лак для ногтей. Это также общее свойство для полимерных веществ.
Псевдопластичность может быть продемонстрирована на примере такого продукта как кетчуп. Если пластиковую бутылку с кетчупом сжать, то у содержимого бутылки изменяется вязкость, и вещество, бывшее до того густым как мёд, начинает вытекать почти как вода. Это свойство позволяет кетчупу, с одной стороны, легко вытекать из тары, а с другой стороны, сохранять свою форму на тарелке, и придаётся ему специально путем использования пищевых полисахаридов, например: гуаровая камедь, агар, карбоксиметилцеллюлоза, модифицированный (картофельный, тапиоковый, кукурузный) крахмал, что позволяет увеличить его продажи.
Псевдопластичность не следует путать с тиксотропией. У псевдопластичных жидкостей вязкость уменьшается при увеличении напряжения сдвига, в то время как у тиксотропных жидкостей вязкость уменьшается с течением времени при постоянном напряжении сдвига.

## Математическая модель
Для описания зависимости касательного напряжения {\displaystyle \tau } от напряжения сдвига псевдопластичных жидкостей используют степенной закон Оствальда:
{\displaystyle \tau =K({\frac {dv}{dx}})^{m-1}({\frac {dv}{dx}})}
где {\displaystyle K} — коэффициент консистенции, {\displaystyle m} — индекс течения.